# Bruce Campbell (Ornithologe)
Bruce Campbell (* 15. Juni 1912 in Southsea, Hampshire; † 9. Januar 1993 in Witney, Oxfordshire) war ein britischer Ornithologe, Sachbuchautor und Rundfunkpersönlichkeit, der eng mit dem British Trust for Ornithology (BTO) verbunden war.

## Leben
Campbell wurde als kleiner Junge von seinem Vater beeinflusst, einem Armeeoffizier, der Vogelnester und Eier sammelte und später zum Inspektor für Körpertraining der British Army wurde. Nach seiner Ausbildung am Winchester College studierte er an der University of Edinburgh und erwarb einen Bachelor of Science in Forstwissenschaft. Später promovierte er in vergleichender Ornithologie und wurde so einer der ersten Feldnaturforscher, der auch ausgebildeter Wissenschaftler war. 1938 heiratete er Margaret Gibson-Hill, selbst Autorin, mit der er zwei Söhne und eine Tochter hatte. Von 1936 bis 1948 war er Lehrer und Universitätsdozent. Nach dem Zweiten Weltkrieg machte er den BTO auf das Werk des deutschstämmigen Tonmeisters Ludwig Karl Koch aufmerksam. 1948 wurde Campbell zum ersten hauptamtlichen Sekretär des BTO ernannt, eine Funktion, die er bis 1959 innehatte. Er war mit Julian Huxley Ausschussmitglied der Wildlife Collection und er war in der British Ornithologists’ Union, der British Ecological Society und in Naturschutzorganisationen aktiv. Von 1942 bis 1964 führte er eine wegweisende Langzeitstudie über den Trauerschnäpper im Forest of Dean, Gloucestershire, durch. Für die BBC produzierte er in den 1950er Jahren naturkundliche Radio- und Fernsehsendungen. Im April 1959 wurde er, obwohl er noch keine Erfahrung als Produzent hatte, zum leitenden Produzenten an der BBC Natural History Unit in Bristol ernannt, eine Position, die er bis 1962 innehatte. Zu Campbells bekanntesten Werken zählt The Dictionary of Birds in Colour aus dem Jahr 1974, das 1976 in deutscher Übersetzung erschien und für das Rainer Ertel, der ehemalige Geschäftsführer des NABU, das Vorwort zur deutschen Ausgabe schrieb.

## Schriften
- mit F. J. North und Richenda Scott: Snowdonia. In: New Naturalist Nr. 13. Collins, London 1949.
- Finding Nests. Collins’ Clear Type Press, London 1953.
- Bird Watching for Beginners. Puffin Books, London 1959.
- mit Jan Hanzák: The Pictorial Encyclopedia of Birds. Paul Hamlyn, London 1967, ISBN 0-600-03078-4.
- mit Bertel Bruun und Arthur B. Singer: British and European Birds in Colour, Paul Hamlyn, London 1969, ISBN 0-600-00456-2.
- mit Bertel Bruun und Arthur B. Singer: The Hamlyn Guide to Birds of Britain and Europe. Paul Hamlyn, London 1970, ISBN 0-601-07065-8.
- mit James Ferguson-Lees: A Field Guide to Birds’ Nests. Constable, London, 1972, ISBN 0-09-458350-1.
- The Dictionary of Birds in Colour. Michael Joseph, London 1974, ISBN 0-7181-1257-1 (deutsch: Das große Vogelbuch, deutsche Übersetzung von Klaus Ruge und Rainer Ertel, Eugen Ulmer Verlag, Stuttgart 1976)
- The Natural History of Britain and Northern Europe. 3 Bände. Hodder & Stoughton, London 1979, ISBN 0-340-23153-X, ISBN 0-340-23154-8 und ISBN 0-340-23155-6.
- Birdwatcher at Large. Littlehampton Book Services, UK, 1979, ISBN 0-460-04373-0.
- mit Elizabeth Lack: A Dictionary of Birds. Poyser, Calton, UK, 1985, ISBN 0-85661-039-9.